# 中華民國教育
中華民國現行學制為國民小學六年義務教育和國民中學三年義務教育（合稱「九年一貫課程」），與高級中等學校三年高等教育、大學四年制教育的架構。除國民義務教育外，高級中等以上學校教育（含五專）包含「普通教育」與「技職教育」雙軌。中華民國政府遷台後於1968年開始實施九年國民教育至今，接受六年學制的國民小學和三年學制的國民中學教育，是中華民國所有及齡國民一項應盡的義務。大約95%以上的國中畢業生會選擇進入三年學制的高級中等學校繼續升學，也可選擇進入五年制專科學校。而高中、大學、研究所等各級學校遴選，現今大都依舊有名稱不同的考試遴選方式。除此之外，亦有以高等教育為主的成人教育，例如在職專班。

## 沿革
19世纪末，辛亥革命元老中国现代教育奠基人何子渊、丘逢甲等人开风气之先，排除顽固守旧势力的干扰，成功引进西学，推广新式学校。清政府迫于形势压力，对教育进行了一系列改革。
1901年，刘坤一与张之洞联衔上奏提出“兴学育才”、改学制、变科举、立学堂，仿日本学制。
1902年8月15日，清廷颁布管学大臣张百熙主持拟定的《钦定学堂章程》，称为壬寅学制。由于该学制制定仓促，公布后遭到诸多批评，因而未能实施。
1904年1月13日，清廷颁布颁布张百熙等人重新拟定的《奏定学堂章程》，称为癸卯学制，为中国第一个由中央政府颁布在全国范围内实行的法定近代学制系统，标志着近代新式教育制度的确立。
1905年9月2日，清廷下诏宣布自次年起，科举制度废止。并在全国范围内推广新式学堂。
1909年，地方科举考试停止以后，西学逐渐成为学校教育的主要形式。亦正是教育方式的这一根本性转变，为后来风起云涌的辛亥革命和国家建设培养造就了大批思想进步锐意创新的宝贵人才。此后，新式教育在中国各地得到迅速发展。
1912年1月，中華民國臨時政府教育部成立，教育部要求全國的學校取消讀經（儒家經典）、祭孔，大學撤銷經學科。

## 師範教育
師範院校的設置起於1897年盛宣懷創立的南洋公學，其設有師範院，分上院、下院，培養中小學師資。但有體系的實施師範教育制度，則是始於1902年頒佈之欽定學堂章程（壬寅學制），及1903年修改壬寅學制而頒布之奏定學堂章程（癸卯學制），使得師範教育取得了獨立之地位，學制中規定設置初級師範學堂，以養成小學堂教席之人才，優級師範學堂造就初級師範學堂及中學堂之教員、管理員，並有實業教員講習所，以培養職業科目師資。師範教育雖漸發達，但在當時，一般觀念仍停留在有知識便可為人師的階段。民國建立以後，國民政府把優級師範學堂改為國立高等師範學校，培育中學師資，初級師範學堂改為省立師範學校，培育小學師資。師範學校系統包括全公費、半公費以及自費生，畢業生依據享有公費待遇的多寡服務一定的年限。其中國立高等師範學校的「選科」，以及省立師範學校的「第二部」，均屬為補充教師不足開設的師資培育組織。而實業教員講習所也改為實業教員養成所。1922年颁布壬戌学制，改採美國制度，建立起完备的现代教育制度。將師範學校與中學並列，高等師範與大學並列，主要的培育組織包括培育中學師資的師範大學及一般大學教育科，以及培育小學師資的師範學校、高級中學師範科，師範講習科等，並逐年停止公費。北伐全國統一後，學者開始倡議恢復公辦師範教育，1932年（民國21年）頒佈了師範學校法，將師範學校與普通高中分開，恢復獨立的師範學校教育體系，但師大與一般大學及其他教育院系仍併存。此時期的師資培育組織，包括高級師範教育及初級師範教育系統，前者培育中學師資，後者培育小學師資。高級師範教育系統包括師範大學、一般大學教育院系，另配合師資需求，亦設置師範大學專修科、鄉村師範學院及專修科師資訓練班。初級師範教育系統包括師範學校、鄉村師範學校、簡易師範學校，師範學校微小學師資的主要培育單位，設有附屬小學，鄉村師範學校以培育鄉村小學師資為目的，簡易師範學校以培育師資不足地區之小學師資為主。本期師範生尚未恢復公費制度，但學費與膳食費已全部或部份免費，並有服務年限的規定。師資培育組織以正規的師範大學及學校為主，而輔以變通性的專修科與簡易、鄉村師範學校，師資培育一元獨佔的局面，於焉產生。
1937年（民國26年）起，進入抗戰時期，師資培育組織仍維持高級及初級師範教育系統，但兩級師資培育系統均改為獨立的師範教育體系，其中高級師範教育系統改由獨立師範學院或大學師範學院，培育中學師資，初級師範教育系統仍維持前期的師範學校體系，培育小學師資。本時期的師範生又恢復公費待遇，由政府全額補助，也有服務年限的規定，也奠下了政府遷台後的師範教育體系。

## 外部連結
- 中華民國教育部 （页面存档备份，存于）（繁體中文）